# Kempten (Allgäu) Hauptbahnhof
Kempten (Allgäu) Hauptbahnhof vasútállomás Németországban, Kempten városban.

## Vasútvonalak
Az állomást az alábbi vasútvonalak érintik:
- Buchloe–Lindau-vasútvonal
- Neu-Ulm–Kempten-vasútvonal
- Außerfernbahn
- Kempten–Isny-vasútvonal

## Kapcsolódó állomások
A vasútállomáshoz az alábbi állomások vannak a legközelebb:
- Bahnhof Kempten Ost (Neu-Ulm–Kempten-vasútvonal)
- Martinszell railway halt (Lindau Hauptbahnhof, Buchloe–Lindau-vasútvonal)
- Günzach station (Bahnhof Buchloe, Buchloe–Lindau-vasútvonal)
- St Mang (Bahnhof Garmisch-Partenkirchen, Außerfernbahn)

## Forgalom
Az állomást az alábbi járatok érintik:
| Járat      | Útvonal | Gyakoriság      |
| ---------- | --- | --------------- |
| IC 26      | Nebelhorn: Hamburg – Hannover – Göttingen – Kassel-Wilhelmshöhe – Würzburg – Augsburg – Buchloe – Kempten – Immenstadt – Sonthofen – Oberstdorf                                             | egy vonatpár    |
| IC 62 / RE | Allgäu: Hannover – Bielefeld – Dortmund – Essen – Düsseldorf – Köln – Koblenz – Mainz – Mannheim – Heidelberg – Stuttgart – Ulm – Memmingen – Kempten – Immenstadt – Sonthofen – Oberstdorf | egy vonatpár    |
| EC 88      | München – Buchloe – Kempten – Lindau – Zürich | egy vonatpár    |
| ALX        | München – Kaufering – Buchloe – Kaufbeuren – Kempten – Immenstadt – Lindau / Oberstdorf | kétóránként     |
| RE         | Allgäu-Franken-Express: Nürnberg – Augsburg – Buchloe – Kaufbeuren – Kempten – Immenstadt – Lindau / Oberstdorf                                                                             | kétóránként     |
| RE         | Augsburg – Buchloe – Kaufbeuren – Kempten – Immenstadt – Lindau / Oberstdorf | kétóránként     |
| RE         | Ulm – Memmingen – Kempten (– Immenstadt – Oberstdorf / Röthenbach (Allgäu) (– Lindau)) | óránként        |
| RE         | München – Geltendorf – Kaufering – Buchloe – Kaufbeuren – Kempten | kétóránként     |
| RB         | Kempten – Pfronten-Steinach (– Reutte) | óránként        |
| RB         | Kempten – Memmingen – Mindelheim | egyszer naponta |